# املت ایتالیایی
املت ایتالیایی (ایتالیایی: Frittata all'italiana) یک فیلم کمدی سکسی سبک ایتالیایی به کارگردانی آلفونسو برشا است که در سال ۱۹۷۶ شد.

## گزیدهٔ بازیگران
- کارین شوبرت
- داگمار لاساندار
- سونیا ویویانی
- یوجین والتر